# Pasi Poljana
Pasi Poljana (cyr. Паси Пољана) – wieś w Serbii, w okręgu niszawskim, w mieście Nisz. W 2011 roku liczyła 2938 mieszkańców.